# Јован Дерок
Јован Дерок (Крезо, 7/20. април 1912 — Ракова, код Чачка, 7. новембар 1941) био је артиљеријски капетан II класе Југословенске војске и припадник Југословенске војске у Отаџбини.

## Биографија

### Породица и образовање
Рођен је 7/20. априла 1912. године у француском граду Крезоу, као син пуковника Владислава Дерока и Наталије Ђорђевић, кћерке санитетског пуковника др Владана Ђорђевића, председника Министарског савета Краљевине Србије. Очева породица је била из Дубровника, а деда Јован Дероко је био професор Београдског Лицеја и имао је, поред Владислава, још четири сина: дивизијског генерала Николу Дерока, заменика директора Државних железница Евженa, војног ветеринара Марка Дерока и картографа Драгутина. Јованов брат од стрица је Александар Дероко, а по мајци рођак му је и краљев ађутант пешадијски бригадни генерал Јован Леко.
Завршио је 56. класу Ниже школе Војне академије у Београду 1931. године. У капетански чин је унапређен 1940. године, а исте године се и оженио.

### Други светски рат
Његов дивизион је био распоређен на периферији Загреба где је доживео издају хрватских официра. Пошто је немачка армија без борбе ушла у Загреб, капетан Дерок се повукао у правцу Црне Горе да би избегао заробљавање и наставио евентуални отпор на Бојани, по плану „Р-41”, генерала Душана Симовића.
Након потписивања капитулације, са неколицином официра отишао је у Боку которску у намери да се повеже са избегличком владом у Лондону и стави јој се на располагање као официр који жели да настави борбу. Ту му се придружио и поручник Звонимир Вучковић који је после капитулације побегао у Црну Гору.
Капетан Дерок је у Боки которској сазнао да се негде у западној Србији крије и пуковник Михаиловић и тражио је везу да дође до њега. Ускоро је ухватио везу са истакнутијим политичарима који су му открили где се налази пуковник Михаиловић. На Равну гору је стигао половином јуна и убрзо се истакао као један од најспособнијих команданта.
Поред тога, Јован Дерок је био најмлађи капетан у читавој четничкој организацији. После организације првих четничких одреда, Дерок је добио задатак да организује Љубићки срез.
У првим четничко-партизанским акцијама у западној Србији, Јован Дерок је учествовао у ослобођењу Чачка заједно са Јеличким партизанским одредом. У граду су заробљена два немачка топа која су одмах предата капетану Дероку који их је уврстио у своју јединицу.
Тако је Дерок постао командант прве артиљеријске јединице четничких снага у западној Србији.
По ослобођењу града, Дерок је постављен за привременог представника четничке команде у Чачку, док је Ратко Митровић био одређен за представника партизанске команде.
Пуковник Михаиловић је затим капетану Дероку поверио дужност начелника штаба Врховне Команде, а затим му је додељена команда над артиљеријском јединицом која је учествовала у опсади Краљева.
Опсада Краљева је изведена у току првих дана октобра и трајала је скоро месец дана.
Командант четничких снага био је мајор Радослав Ђурић, а капетан Дерок је имао функцију Начелника Штаба и истовремено команданта артиљеријских јединица које су биле лоциране на Ибру. Током опсадних дејстава, Дерок је успео да онеспособи немачки аеродром у околини Краљева и да пресече комуникацију Краљево-Београд.
Неуспех опсаде Краљева је био праћен и почетком грађанског рата између партизана и четника. После четничког напада на Ужице 2. новембра 1941. године (Битка на Трешњици), Дерок је посео нове положаје. По отпочињању првих озбиљнијих борби између четника и партизана, капетан Дерок је представљао четничку делегацију на преговорима о престанку сукоба.
Први састанак је одржан у селу Дракчићи близу Краљева. На том састанку се поред Дерока појавио и мајор Ђурић са четничке и Средоје Урошевић са партизанске стране. Међутим преговори су завршени без резултата. За време преговора, Дерок је наредио да се ухапси партизанска делегација као одговор на напад партизана на четнички штаб у Чачку. После мучних преговора, Дерок је ипак ослободио делегацију, али су партизани тада већ опкољавали село.
Тако је дошло до оружаног обрачуна који је трајао све до протеривања Дерока и његове групе из села.

### Погибија
Тада је Дерок посео са топовима нови положај на Љубићу у намери да изврши бомбардовање Чачка којег су тада држали партизани. Партизанска извидница открила је Дероков положај на Љубићу, па је као превентива упућен Јелички партизански одред да осујети Дерока. До борбе је дошло у поподневним часовима 6. новембра 1941. на Љубићу. Партизани су гледали да униште два топа којима је Дерок располагао. Дерок је заузео положаје на брдашцу поред једног потока са којег је имао добар увид у ситуацију на терену. Међутим у покушају да одбије партизанску колону која је напредовала уз брдо, погинуо је поред својих топова када га је пушчано зрно погодило у главу. После тога, партизани су преотели два топа и уврстили их у састав својих јединица.
Капетан Јован Дерок је убијен 7. новембра 1941. године, по подацима из црквене матичне књиге Прељина. Њега су, пошто је рањен у бици, заробила и стрељала тројица бораца 2. чете Таковског батаљона Чачанског НОПО. Сахрањен је 18. јануара 1942. године код споменика Танаска Рајића у Љубићу код Чачка.
Када је убијен Дерок је имао свега 29 година. Осим што се показао као способан командант, био је и одличан писац. Пошто је живео у Топличком региону у годинама отпочињања славног Топличког устанка 1917. године, Дерок је написао књигу Топлички устанак, још када се припремао да ступи у генералштабну припрему.
Песма Два Дражина момка опевала је његову погибију. „Над Краљевом жива ватра сева, / да видимо ког четника нема. / Нема Симе, нема ни Дерока, / то су Дражи два најбоља момка. (...) А Дерока младог капетана, / мучки уби чета партизана”, гласе стихови.

## Одликовања
- Орден Карађорђеве звезде IV степена (постхумно, 1943)